# トラファルガー (アルバム)
| 専門評論家によるレビュー | 専門評論家によるレビュー |
| レビュー・スコア         | レビュー・スコア         |
| 出典                     | 評価                     |
| ------------------------ | ------------------------ |
| Allmusic                 | [ 1 ]                    |

『トラファルガー』 (Trafalgar) は、ビージーズの9枚目のアルバム（国際盤では7枚目）で、アメリカでは1971年9月、イギリスでは1971年11月にリリースされた。アルバムはアメリカでモデラートヒットし、最高34位となった。リードシングル「傷心の日々」は、アメリカでビージーズ初のナンバー1シングルとなったが、イギリスではアルバム同様ヒットしなかった。「過ぎ去りし愛の夢」は、セカンドシングルとしてリリースされたが、アメリカで57位までしか上昇しなかった。「イスラエル」はオランダのみでリリースされ、22位に達した。「トラファルガー」は、ロバート・ディメリーの著書『死ぬ前に聴くべき1001枚のアルバム』で触れられた。

## 背景とレコーディング
1970年12月、アルバム『トゥー・イヤーズ・オン』の最後のセッションでグループがレコーディングした後、かろうじて2ヶ月ほど彼らは「トゥゲザー」、「オーバー・ザ・ヒル・アンド・オーバー・ザ・マウンテン」、「メリリー・メリー・アイズ」、「ホエン・ドゥ・アイ」を録音した。1971年1月11日、モーリス・ギブがルルの1971年のシングル「エヴリバディ・クラップ」に、クリームのジャック・ブルース、モーリスの友人でレッド・ツェッペリンのドラマーであるジョン・ボーナムと共に参加し、モーリスは作曲、プロデュース、ギターを担当した。
また、前作に伴ってトゥー・イヤーズ・オン・ツアーも敢行し、新しいバンドメンバーでギタリストのアラン・ケンドールと共にスタジオに戻った。彼は2001年の最後のアルバムまで、ビージーズのリードギタリストを務めることとなる。ギブ兄弟は1970年に再出発したにもかかわらず、クレジットからも明白なように、依然として単独で仕事をしていた。数曲はこのときに録音され、このうちの多くは公式にリリースされることはなかった。リリースに選ばれた曲はすべてバラードで、アルバムコンセプトに沿ったものとなっている。1971年1月28日にレコーディングを始め、「ウィ・ロスト・ザ・ロード」（このアルバムには未収録、1972年の次作でリリースされた）、「ホエン・ドゥ・アイ」、「傷心の日々」が録音された。4月までデモを含むレコーディングが続き、カットされた曲はリリースされなかった。
アルバムに伴い、ビージーズは1971年の秋にアメリカでツアーを実施し、ボストン、アズベリー・パーク、ニューヨーク市（7公演）、メンフィス、カンザスシティ、インディアナポリスのような都市で演奏した。

## 収録曲

### A面
1. 傷心の日々 - How Can You Mend a Broken Heart（バリー・ギブ、ロビン・ギブ）
演奏時間：3:58 ／ リードヴォーカル：ロビン、バリー
2. イスラエル - Israel（バリー）
演奏時間：3:54 ／ リードヴォーカル：バリー
3. グレーテスト・マン - The Greatest Man in the World（バリー）
演奏時間：4:18 ／ リードヴォーカル：バリー
4. ジャスト・ザ・ウェイ - It's Just the Way（モーリス・ギブ）
演奏時間：2:34 ／ リードヴォーカル：モーリス
5. 想い出 - Remembering（バリー、ロビン）
演奏時間：4:02 ／ リードヴォーカル：ロビン
6. サムバディ・ストップ・ザ・ミュージック - Somebody Stop the Music（バリー、モーリス）
演奏時間：3:31 ／ リードヴォーカル：バリー、モーリス

### B面
1. トラファルガー - Trafalgar（モーリス）
演奏時間：3:53 ／ リードヴォーカル：モーリス
2. 過ぎ去りし愛の夢 - Don't Wanna Live Inside Myself（バリー）
演奏時間：5:25 ／ リードヴォーカル：バリー
3. ホエン・ドゥ・アイ - When Do I（バリー、ロビン）
演奏時間：3:58 ／ リードヴォーカル：ロビン
4. 可愛い君 - Dearest（バリー、ロビン）
演奏時間：3:52 ／ リードヴォーカル：バリー、ロビン
5. ボクはライオン - Lion in Winter（バリー、ロビン）
演奏時間：3:59 ／ リードヴォーカル：バリー、ロビン
6. ワーテルローへ戻ろう - Walking Back to Waterloo（バリー、ロビン、モーリス）
演奏時間：3:51 ／ リードヴォーカル（バリー、ロビン、モーリス）

## 未発表曲
- "If I Were The Sky"
- "Bring Out the Thoughts in Me"
- "Ellan Vannin"
- "You Leave Me Hanging On"
- "Boots"
- "Nightwatch"
- "C'mon Tappelais"
- "Telegraph to the Pine Trees"
- "Mr. Good Memories Man"
- "Long Chain On"
- "Cigarette"
- "Blue"
- "Deep in the Dark of the Day"
- "I'm Only Me"
- "Something"
- "Amorous Aristocracy"
- "Irresponsible, Unreliable, Indispensable Blues"
- "A Word of Love"
- "God's Good Grace"
- "Engines, Aeroplanes"

## 担当
ビージーズ
- バリー・ギブ — リードヴォーカル、ハーモニーヴォーカル、バッキングヴォーカル、ギター
- ロビン・ギブ — リードヴォーカル、ハーモニーヴォーカル、バッキングヴォーカル
- モーリス・ギブ — ハーモニーヴォーカル、バッキングヴォーカル、ベース、ピアノ、ギター、オルガン、リードヴォーカル (A#4, B#1)、ドラム（B#1)
- ジェフ・ブリッジフォード – ドラム

アディショナルメンバー、プロダクション
- アラン・ケンドール — ギター
- ブライアン・スコット — エンジニア
- ビル・シェパード — オーケストラアレンジメント

## チャート
| チャート                                        | 最高順位 |
| ----------------------------------------------- | -------- |
| オーストラリア (ケント・ミュージック・レポート) | 8        |
| カナダ (RPMアルバムチャート)                    | 17       |
| イタリア                                        | 9        |
| 日本 (オリコンLPチャート)                       | 57       |
| スペイン (プロムシカエ)                         | 9        |
| アメリカ (Billboard 200)                        | 34       |

| チャート (1972年) | 最高順位 |
| ----------------- | -------- |
| イタリア          | 32       |